# Alejandro Rébola
Alejandro Daniel Rébola (n. Colazo, Córdoba, Argentina; 24 de julio de 1988) es un futbolista argentino que juega como defensor central y su actual equipo es Belgrano de la Primera División de Argentina.

## Estadísticas
Actualizado al 8 de julio de 2024

| Instituto Argentina | 2ª            | 2006-07       | 1   | 0  | 0  | 0 | 0 | 0 | 1   | 0  | 0    |
| Instituto Argentina | 2ª            | 2007-08       | 17  | 0  | 0  | 0 | 0 | 0 | 17  | 0  | 0    |
| Instituto Argentina | 2ª            | 2008-09       | 15  | 0  | 0  | 0 | 0 | 0 | 15  | 0  | 0    |
| Instituto Argentina | 2ª            | 2009-10       | 14  | 1  | 0  | 0 | 0 | 0 | 15  | 1  | 0.07 |
| Instituto Argentina | 2ª            | 2010-11       | 11  | 1  | 0  | 0 | 0 | 0 | 11  | 1  | 0.09 |
| Instituto Argentina | 2ª            | 2011-12       | 15  | 0  | 0  | 0 | 0 | 0 | 15  | 0  | 0    |
| Instituto Argentina | Total club    | Total club    | 73  | 2  | 0  | 0 | 0 | 0 | 73  | 2  | 0.03 |
| San Martín de Tucumán Argentina | 3ª            | 2012-13       | 29  | 1  | 1  | 0 | 0 | 0 | 30  | 1  | 0.03 |
| San Martín de Tucumán Argentina | Total club    | Total club    | 29  | 1  | 1  | 0 | 0 | 0 | 30  | 1  | 0.03 |
| Ferro Carril Oeste Argentina | 2ª            | 2013-14       | 19  | 0  | 0  | 0 | 0 | 0 | 19  | 0  | 0    |
| Ferro Carril Oeste Argentina | Total club    | Total club    | 19  | 0  | 0  | 0 | 0 | 0 | 19  | 0  | 0    |
| San Martín de Tucumán Argentina | 3ª            | 2014          | 12  | 1  | 0  | 0 | 0 | 0 | 12  | 1  | 0.08 |
| San Martín de Tucumán Argentina | Total club    | Total club    | 12  | 1  | 0  | 0 | 0 | 0 | 12  | 1  | 0.08 |
| Guillermo Brown Argentina | 2ª            | 2015          | 40  | 0  | 0  | 0 | 0 | 0 | 40  | 0  | 0    |
| Guillermo Brown Argentina | Total club    | Total club    | 40  | 0  | 0  | 0 | 0 | 0 | 40  | 0  | 0    |
| Tigre Argentina | 1ª            | 2016          | 1   | 0  | 0  | 0 | 0 | 0 | 1   | 0  | 0    |
| Tigre Argentina | Total club    | Total club    | 1   | 0  | 0  | 0 | 0 | 0 | 1   | 0  | 0    |
| Independiente Rivadavia Argentina | 2ª            | 2016-17       | 9   | 0  | 0  | 0 | — | — | 9   | 0  | 0    |
| Independiente Rivadavia Argentina | 2ª            | 2017-18       | 18  | 2  | 0  | 0 | — | — | 18  | 2  | 0.11 |
| Independiente Rivadavia Argentina | 2ª            | 2018-19       | 11  | 1  | 0  | 0 | — | — | 11  | 1  | 0.09 |
| Independiente Rivadavia Argentina | Total club    | Total club    | 38  | 3  | 0  | 0 | 0 | 0 | 38  | 3  | 0.08 |
| Mushuc Runa · Ecuador | 1ª            | 2019          | 14  | 0  | 0  | 0 | 2 | 1 | 16  | 1  | 0.06 |
| Mushuc Runa · Ecuador | Total club    | Total club    | 14  | 0  | 0  | 0 | 2 | 1 | 16  | 1  | 0.06 |
| Mitre Argentina | 2ª            | 2019-20       | 17  | 2  | 0  | 0 | — | — | 17  | 2  | 0.12 |
| Mitre Argentina | Total         | Total         | 17  | 2  | 0  | 0 | 0 | 0 | 17  | 2  | 0.12 |
| Independiente Rivadavia Argentina | 2ª            | 2020          | 7   | 2  | 0  | 0 | — | — | 7   | 1  | 0.14 |
| Independiente Rivadavia Argentina | 2ª            | 2021          | 34  | 2  | 0  | 0 | — | — | 34  | 3  | 0.09 |
| Independiente Rivadavia Argentina | Total         | Total         | 41  | 4  | 0  | 0 | 0 | 0 | 41  | 4  | 0.1  |
| Belgrano Argentina | 2ª            | 2022          | 33  | 2  | 3  | 0 | — | — | 36  | 2  | 0.06 |
| Belgrano Argentina | 1ª            | 2023          | 24  | 1  | 18 | 0 | — | — | 42  | 1  | 0.02 |
| Belgrano Argentina | 1ª            | 2024          | 5   | 0  | 7  | 0 | 2 | 0 | 14  | 0  | 0    |
| Belgrano Argentina | Total         | Total         | 62  | 3  | 28 | 0 | 2 | 0 | 92  | 3  | 0.03 |
| Total carrera | Total carrera | Total carrera | 346 | 18 | 29 | 0 | 2 | 0 | 355 | 18 | 0.05 |
| (1) La copa nacional se refiere a la Copa Argentina y Supercopa Argentina . (2) La copa internacional se refiere a la Copa Sudamericana, Recopa Sudamericana, Copa Libertadores y Copa Suruga Bank. |               |               |     |    |    |   |   |   |     |    |      |

## Palmarés

### Campeonatos nacionales
| Título           | Club     | País      | Año  |
| ---------------- | -------- | --------- | ---- |
| Primera Nacional | Belgrano | Argentina | 2022 |